# Phalaenopsis stobartiana
Phalaenopsis stobartiana är en orkidéart som beskrevs av Heinrich Gustav Reichenbach. Phalaenopsis stobartiana ingår i släktet Phalaenopsis och familjen orkidéer. Inga underarter finns listade i Catalogue of Life.